# Campeonato Europeo de Esgrima de 1996
El IX Campeonato Europeo de Esgrima se realizó en Limoges (Francia) en 1996 bajo la organización de la Confederación Europea de Esgrima (CEE) y la Federación Francesa de Esgrima.

## Medallistas

### Masculino
| Evento             | Oro                      | Plata                     | Bronce                                                 |
| ------------------ | ------------------------ | ------------------------- | ------------------------------------------------------ |
| Florete individual | Lionel Plumenail Francia | Uwe Römer · Alemania      | Franck Boidin Francia João Gomes Portugal              |
| Espada individual  | Pavel Kolobkov · Rusia   | Elmar Borrmann · Alemania | Jean-François di Martino Francia Viktor Zuikov Estonia |
| Sable individual   | Damien Touya Francia     | Mathieu Gourdain Francia  | Marcin Sobala · Polonia · Luigi Tarantino · Italia     |

### Femenino
| Evento             | Oro                             | Plata                      | Bronce                                                  |
| ------------------ | ------------------------------- | -------------------------- | ------------------------------------------------------- |
| Florete individual | Laura Badea · Rumania           | Gabriella Lantos · Hungría | Anja Fichtel-Mauritz · Alemania · Frida Scarpa · Italia |
| Espada individual  | Magdalena Jeziorowska · Polonia | Gianna Bürki · Suiza       | Hajnalka Király · Hungría · Sangita Tripathi · Francia  |

## Medallero
| Núm. | País     | Oro | Plata | Bronce | Total |
| ---- | -------- | --- | ----- | ------ | ----- |
| 1    | Francia  | 2   | 1     | 3      | 6     |
| 2    | Polonia  | 1   | 0     | 1      | 2     |
| 3    | Rumania  | 1   | 0     | 0      | 1     |
| 3    | Rusia    | 1   | 0     | 0      | 1     |
| 5    | Alemania | 0   | 2     | 1      | 3     |
| 6    | Hungría  | 0   | 1     | 1      | 2     |
| 7    | Suiza    | 0   | 1     | 0      | 1     |
| 8    | Italia   | 0   | 0     | 2      | 2     |
| 9    | Estonia  | 0   | 0     | 1      | 1     |
| 9    | Portugal | 0   | 0     | 1      | 1     |
|      | TOTAL    | 5   | 5     | 10     | 20    |